# Josef Gottfried Mikan
Joseph Gottfried Mikan ( * 3 de septiembre de 1743 – 7 de agosto de 1814) fue un botánico, médico profesor austro-checo, nacido en Böhmisch-Leipa (Česká Lípa). Fue el padre del naturalista y zoólogo Johann C. Mikan (1769-1844).
Fue estudiante en Dresde, Praga y en Viena, y sirvió como médico de un balneario en Teplitz. En 1773 será profesor asociado, y dos años más tarde oposita y gana ser profesor titular ordinario de botánica y química en la Universidad de Praga. Y en 1798 es rector de esa universidad.
Fue autor de Catalogus plantarum omnium, 1776, que dedica al Jardín Botánico de Praga.

## Honores
El género Mikania Willd. 1803 de la familia Asteraceae es nombrada en su honor.
- La abreviatura «J.G.Mikan» se emplea para indicar a Josef Gottfried Mikan como autoridad en la descripción y clasificación científica de los vegetales.[1]